# Cyclosternum bicolor
Cyclosternum bicolor là một loài nhện trong họ Theraphosidae.
Loài này thuộc chi Cyclosternum. Cyclosternum bicolor được miêu tả năm 1945 bởi Schiapelli & Gerschman.